# Diplazium nitens
Diplazium nitens är en majbräkenväxtart som beskrevs av Eduard Rosenstock.
Diplazium nitens ingår i släktet Diplazium och familjen Athyriaceae. Inga underarter finns listade i Catalogue of Life.